# ノハラアザミ
ノハラアザミ（野原薊、学名 Cirsium oligophyllum）はキク科アザミ属の多年草。

## 特徴
茎の高さは60cm-1mになる。葉は羽状に中裂し、縁にとげがある。
花期は8-10月で、茎の上部で枝分かれし上向きに花をつける。花（頭状花序）は筒状花のみで構成されており、花の色は紫色である。
総苞にクモ毛があり粘らない。反り返らない規則正しい短い総苞片が目立つ。花期にも深く裂けた根生葉が残っているのが特徴。

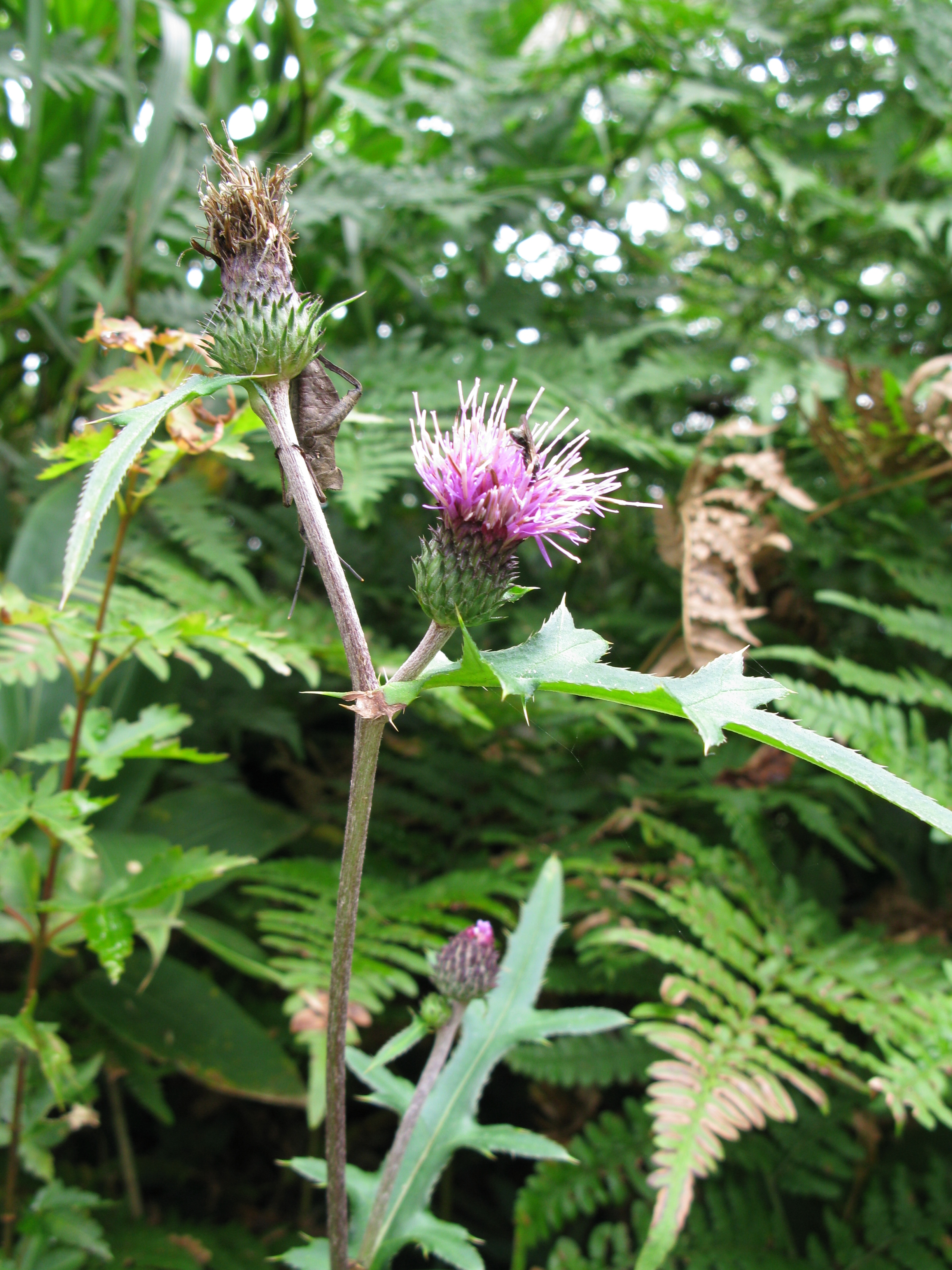
茎の上部で枝分かれし上向きに花をつける
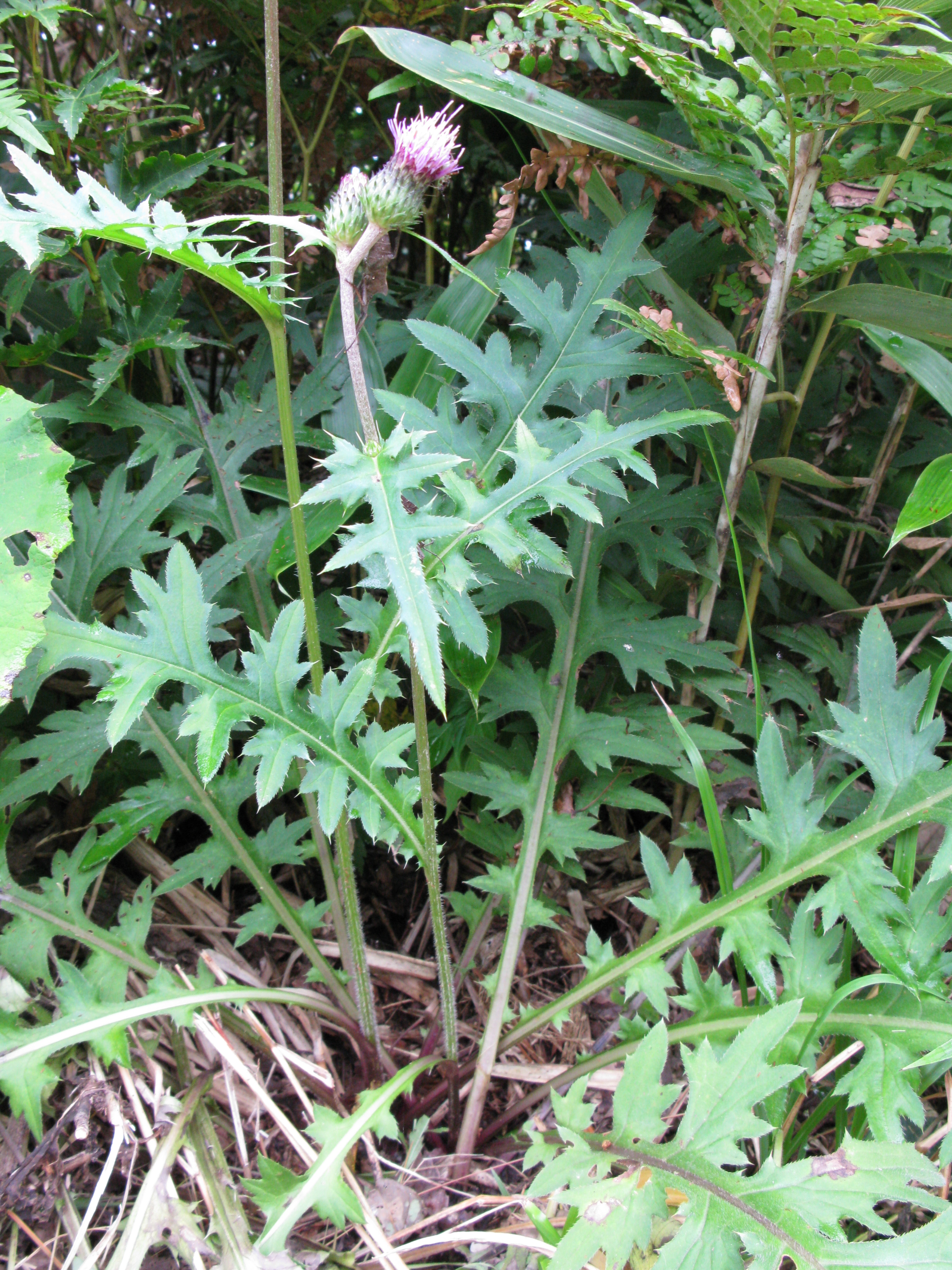
花期にも根生葉が残っている

## 分布と生育環境
アザミ属は、分布域が比較的広いものと極端に狭い地域固有種がある。ノハラアザミの分布域は広く、本州中部以北の山地の草原や林縁に見られる。